# Henri Hippolyte Potier
Henri Hippolyte Potier (París, 10 de febrer de 1816 - idm. 9 d'octubre de 1878) fou un músic francès, el fill menor de l'actor Charles-Gabriel Potier, estava casat amb la cantatriu Marie Ambroisine Minette de Cussy (1817-1870).
El 1827 ingressà en el Conservatori de la seva ciutat natal, on va tenir per a professor de piano a Zimmermann, i Dourlen i Le Couppey li ensenyaren l'harmonia i acompanyament pràctic, aconseguint Potier el 1831 el primer premi d'aquell instrument, i el 1832 el d'acompanyament; llavors s'entregà al estudi de la fuga i contrapunt, sortint del Conservatori el 1837, després de 10 anys d'assidus estudis. Llavors es dedicà a l'ensenyança de la música, i ensems adquirí bona fama d'acompanyant en els concerts. El 1850 fou nomenat cap de cant del teatre de l'Òpera de París, càrrec del que en fou destituït el 1856, pel que posà un plet contra l'empresa d'aquell coliseu.
Com a compositor dramàtic la seva activitat fou notable, i algunes de les seves obres tingueren molta acceptació. Entre elles cal citar: Mademoiselle de Méranges, Le vieux prix de Rome, Le rosier. L'ange de Rothesay, Le bailly de Suresnes, Le Fablian, Le caquet du convent, Madeleine, Volage et jaloux, Il signor Pascariello, aquesta última òpera còmica en tres actes.